# Mónica Pérez de las Heras
Mónica Pérez de las Heras (Madrid, 5 de marzo de 1965) es una periodista, escritora y profesora española, directora de la Escuela Europea de Oratoria.

## Biografía
Licenciada en Ciencias de la Información por la Universidad Complutense de Madrid, comenzó su trayectoria profesional como periodista de medio ambiente, periodo durante el cual escribió cuatro libros sobre el tema. También cuenta con el título de entrenador personal y de Máster-Practitioner en Programación Neurolingüística.
Posteriormente enfocó su trabajo hacia la oratoria y su enseñanza;  así, ha ofrecido cursos de oratoria y comunicación a empresas, fundaciones, centros universitarios como la Universidad Complutense de Madrid o la Universidad de Navarra, y entidades públicas como el Instituto Nacional de Administración Pública, hospitales, sindicatos y partidos políticos. Además, en 2012 fundó la Escuela Europea de Oratoria (EEO) en Madrid. Ese trabajo se ha visto complementado con la publicación de doce libros, entre ellos dos sobre Barack Obama y Michelle Obama.
Además de sus cursos y talleres de oratoria, es destacada conferenciante de Thinking Heads. Son populares sus vídeos de TikTok para vencer al miedo y hablar en público.

## Publicaciones
Sobre medio ambiente:
- La Conservación de la naturaleza (1997)
- La Guía del Ecoturismo (1999)
- La Cumbre de Johannesburgo (2002)
- Manual del Turismo Sostenible (2004)

Sobre comunicación y oratoria:
- El secreto de Obama (2009)
- ¿Estás comunicando? (2010)
- Palabra de Primera Dama. Michelle Obama (2011)
- Escribe, Habla, Seduce (2013)
- PNL para Directivos (2015)
- PNL para Maestros y Profesores (2015)
- PNL para Periodistas (2015)
- PNL para Escritores de Discursos (2015)
- PNL para Profesionales de la Salud (2015)
- Programación Neurolingüística para Políticos (2015)
- Comunicación y Oratoria con PNL e Inteligencia Emocional (2015)
- Oratoria con PNL para Profesionales del Derecho (2016)
- Oratoria con PNL: Claves de inteligencia emocional y programación neurolingüística para hablar en público (2018)
- 100 actividades para hablar en público en el aula: Oratoria para colegios e institutos (2021)